# Empreinte acoustique

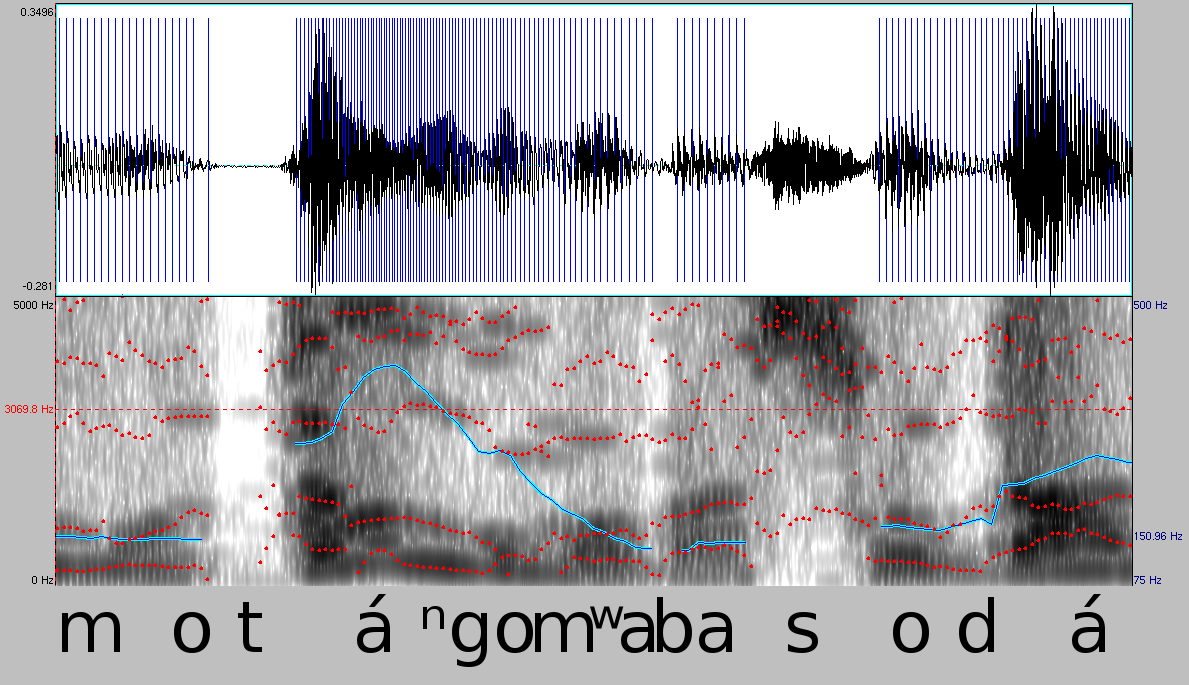

Une empreinte acoustique est un résumé numérique généré à partir d'un signal audio. Cette empreinte permet d'identifier un échantillon sonore, ou de localiser une séquence sonore dans une base de données audio.
Les utilisations pratiques sont multiples, par exemple l'identification de chansons, d'enregistrements, de mélodies, de publicités, d'émissions radio, d'effets sonores ou de séquences vidéo entre autres.

## Caractéristiques
Une empreinte acoustique doit satisfaire plusieurs conditions. 

### Spécificité
L'empreinte doit être assez précise pour que deux sons très différents n'aient pas la même empreinte. 

### Robustesse pour les distorsions
Un algorithme d'empreinte acoustique doit tenir compte des caractéristiques audibles du son. Si deux échantillons sont perçus comme identiques par l'oreille humaine, leur empreinte doit être égale ou très proche, même si leur représentation numérique est très différente. À ce titre les empreintes acoustiques ne sont pas des empreintes au sens habituel du terme. La plupart des techniques de compression audio (MP3, WMA, OGG) produisent des changements importants dans l'encodage binaire d'un fichier audio, sans pour autant affecter la façon dont il est perçu. Un bon algorithme d'empreinte acoustique va permettre d'identifier un enregistrement même après qu'il a subi une telle compression. Une légère variation de vitesse ou un bruit léger doit aussi ne pas trop changer l'empreinte. 

### Efficacité
Pour être utilisée, l'empreinte doit être facile à calculer, c'est-à-dire avoir une petite complexité en temps et facile à stocker, c'est-à-dire compacte, courte.

## Implémentations
- AMG LASSO est un service commercial de reconnaissance lancé par All Media Guide en 2004.
- Audible Magic Corporation est un service commercial d'identification et de gestion du copyright.
- AudioID est une technologie commerciale de Fraunhofer pour reconnaissance acoustique automatique.
- LazyTune est un moteur de recherche qui utilise des empreintes acoustiques pour reconnaitre des fichiers audio.
- Gracenote's MusicID est un produit commercial qui utilise des techniques d'empreinte acoustiques pour identifier des morceaux (entre autres).
  - Winamp version 5.5 utilise Gracenote avec le plugin "Nullsoft Playlist Generator".
- Foosic est un projet libre et gratuit qui utilise sa propre technologie d'empreinte.
- SoundHound (en) (anciennement Midomi) est un service commercial en ligne qui peut déceler l'équivalence entre deux extraits musicaux ou identifier une chanson que l'utilisateur chante ou murmure dans le micro de son PC.
- MusicBrainz est un projet libre et gratuit pour une base de données musicale.
- Shazam un service d'empreinte acoustique pour identification de morceaux par téléphone portable.